# هنري آدامز
هنري آدامز (بالإنجليزية: Henry Carter Adams) (و. 1851 – 1921 م) هو اقتصادي، ومؤلف، وأستاذ جامعي، وكاتب أمريكي، ولد في دافنبورت، توفي في آن آربر، عن عمر يناهز 70 عاماً.

## مناصب
تولى منصب رئيس.

## التعليم
تعلم في جامعة جونز هوبكينز، وجامعة هايدلبرغ، وGrinnell College ‏، وAndover Newton Theological School ‏.

## روابط خارجية
- هنري آدامز على موقع إن إن دي بي (الإنجليزية)